# Topilske, Rojneativ
Topilske (în ucraineană Топільське) este un sat în comuna Verbivka din raionul Rojneativ, regiunea Ivano-Frankivsk, Ucraina.

## Demografie
Componența lingvistică a localității Topilske
     Ucraineană (100%)
Conform recensământului din 2001, toată populația localității Topilske era vorbitoare de ucraineană (100%).